# 邁亞谷
12°36′N 58°18′W / 12.6°N 58.3°W

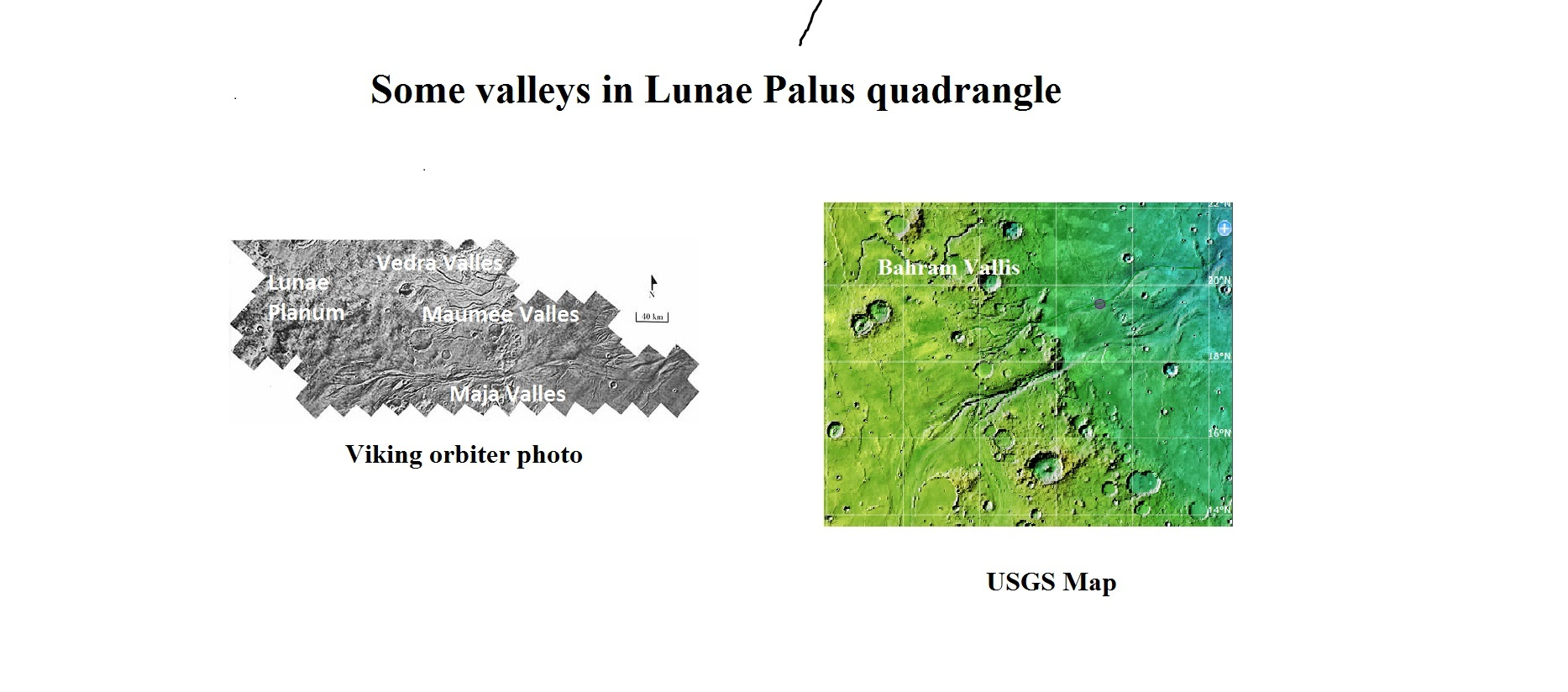
在這幅海盜號拍攝影像中可見韋德拉谷、茂米谷（Maumee Vallis）和邁亞谷的水流都從影像左側的月神高原流入右側克里斯平原。位於月沼區。

邁亞谷（Maja Valles）是位於火星月沼區的一個古老而大型的溢出河道。中心位置位於12.6°N, 58.3°W。名字由來於尼泊爾語的火星。

## 概述
邁亞谷系統有部分被薄層的火山礫岩覆蓋，最終是流入克里斯平原。
巨大的溢出河道被海盜號在許多區域拍攝到。這表示洪水將天然壩沖垮後切割出深谷，並在岩盤上留下刻痕，並且水流流過了超過一千公里。

## 圖集

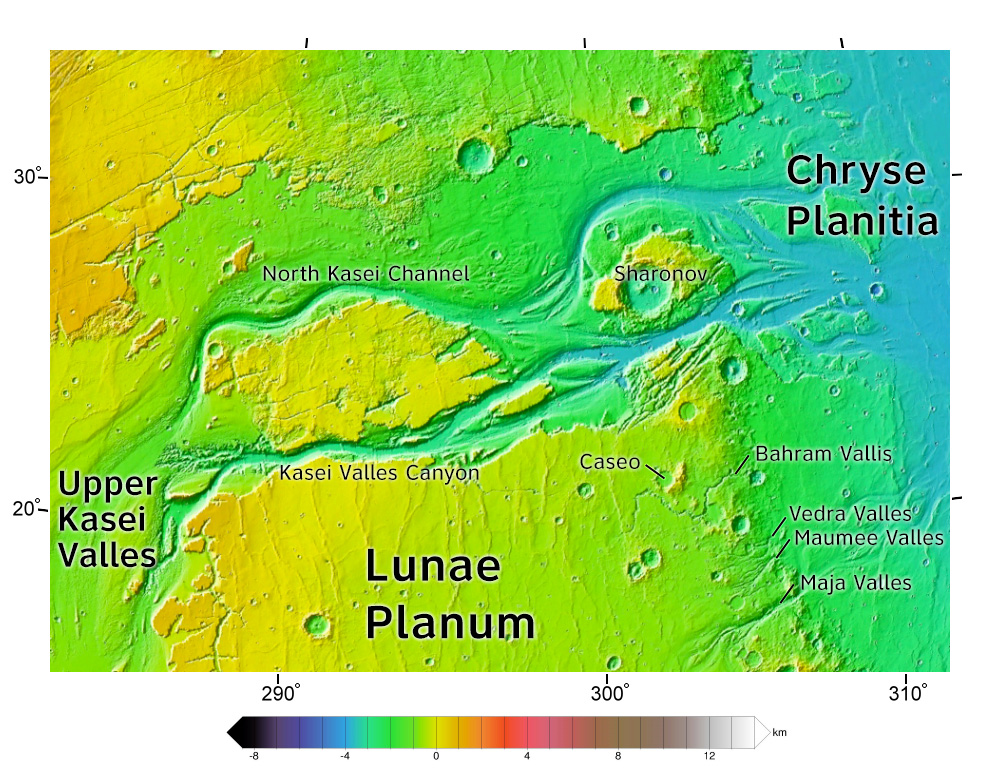
卡塞谷北側邊緣區域。影像中可看出卡塞谷、巴赫拉姆谷、韋德拉谷、茂米谷和邁亞谷的關係。這些河谷的水都流向較低的克里斯平原。本地圖包含部分月神高原和克里斯平原。
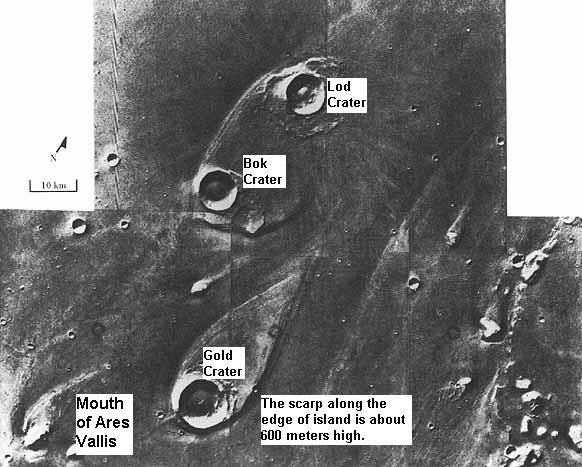
海盜號拍攝從邁亞谷流出的水流造成淚滴狀島嶼群。位於歐克西亞沼區（Oxia Palus）。
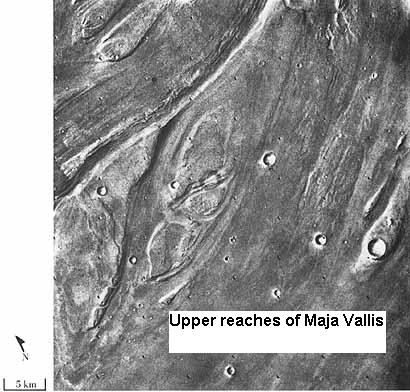
海盜號拍攝的許多流線型島嶼顯示曾有強大水流在火星表面出現。位於月沼區邁亞谷的一小部分。
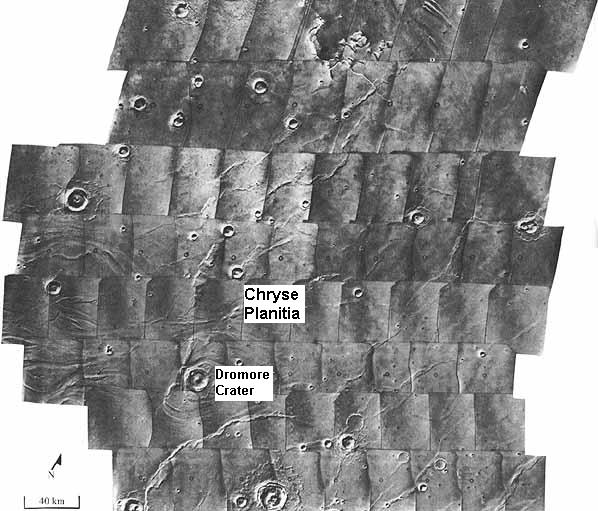
照片中可見沖刷模式是水流從左側的邁亞谷流出。位於月沼區。德羅摩爾撞擊坑周圍的流動狀態細節在下一個影像中。
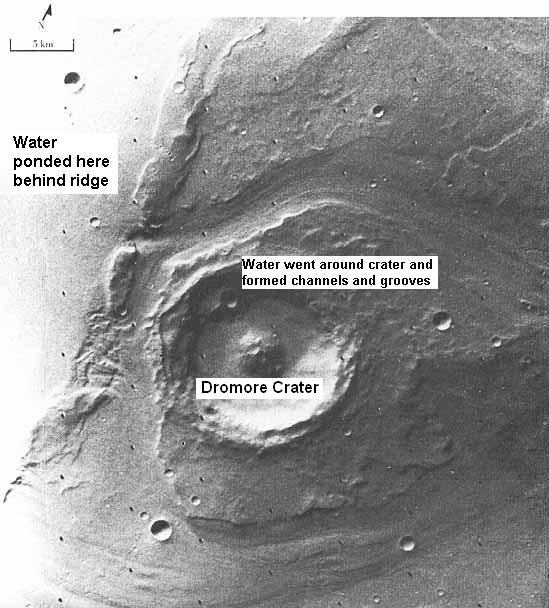
在這幅海盜號拍攝影像中可見大量的水流造成侵蝕。位於月沼區。水流侵蝕造成德羅摩爾撞擊坑（Dromore Crater）周圍現在的地形形態。
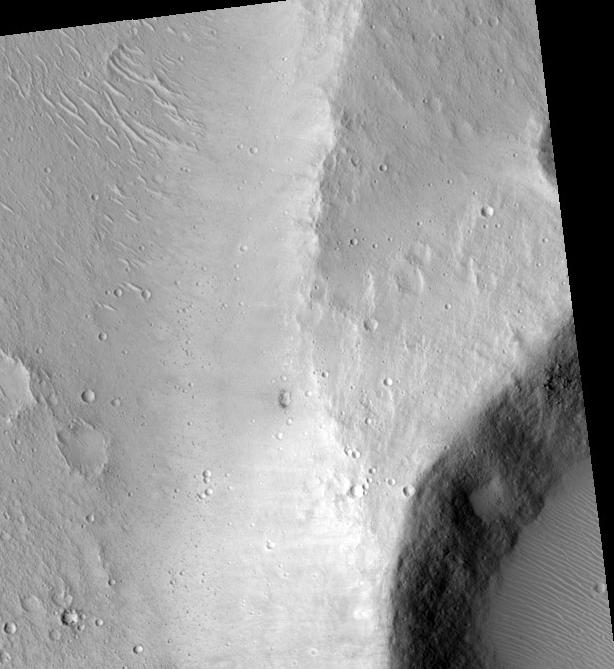
火星偵察軌道器 HiRISE 拍攝的邁亞谷內流線形島嶼。島嶼形成於影像右下方撞擊坑之後。
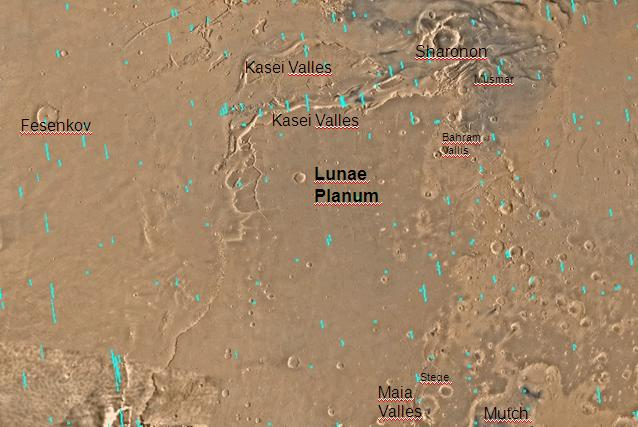
火星月沼區地圖。邁亞谷是大型古老河谷。